# Горњи Свети Јован
Горњи Свети Јован (грч. Άνω Άγιος Ιωάννης, Ано Ајос Јоанис) је насељено место у општини Катерини у периферији Средишња Македонија, Грчка. Према попису из 2021. године било је 455 становника.
Насеље је подигнуто после 1924. године насељавањем грчких избегличких породица и први пут се помиње на попису из 1940. године са 805 становника.